# Podenii Noi
Podenii Noi – wieś w Rumunii, w okręgu Prahova, w gminie Podenii Noi. W 2011 roku liczyła 701 mieszkańców.